# Thanh Hóa

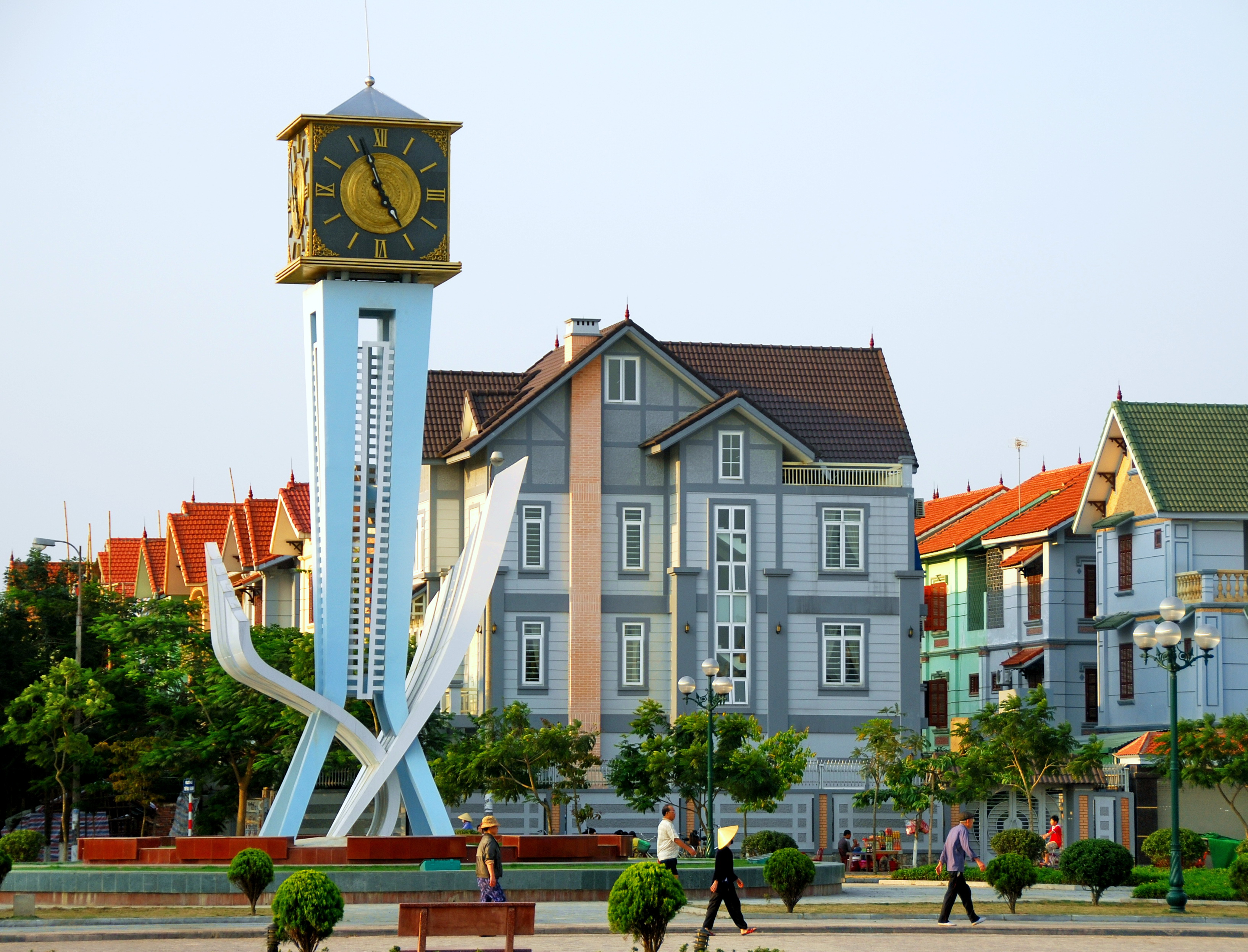
Thanh Hóa

Thanh Hóa (  escoltar (?·pàg.)) és una ciutat a la província de Thanh Hóa, Vietnam. Està situada en l'est de la província, prop de la desembocadura del riu Dt. (Sông Mã), uns 150 km al sud de Hanói i 1560 km al nord de Ciutat Ho Chi Minh. Gairebé completament destruïda pels bombardejos dels Estats Units durant la guerra del Vietnam, va ser reconstruïda des de llavors i va esdevenir una de les ciutats més poblades de la Costa Central del Nord amb una població aproximada de 400 000 habitants.